# Витек, Радек
Ра́дек Ви́тек (чеш. Radek Vítek; 24 октября 2003) — чешский футболист, вратарь английского клуба «Манчестер Юнайтед». В сезоне 2024/25 выступает за клуб Чемпионшипа «Бристоль Сити» на правах аренды.

## Клубная карьера
Футбольную карьеру начал в академии чешского клуба «Сигма». В июле 2020 года присоединился к футбольной академии «Манчестер Юнайтед». 25 января 2024 года отправился в аренду в «Аккрингтон Стэнли». Провёл 18 матчей в Лиге 2.
В августе 2024 года отправился в сезонную аренду в австрийский клуб «Блау-Вайсс Линц». 25 августа 2024 года дебютировал за клуб в матче австрийской Бундеслиги против «Рапида», сохранив свои ворота «сухими».
28 июля 2025 года отправился в сезонную аренду в клуб Чемпионшипа «Бристоль Сити».

## Карьера в сборной
Выступал за сборные Чехии до 15, до 17, до 19 и до 20 лет.